# Населення Кременчука
Населення Кременчука — частина населення Полтавської області, що проживає у місті Кременчук. Станом на 2013 рік у місті проживає 225 892 осіб.

## Кількість населення
Графік зміни чисельності населення Кременчука починаючи з XVIII сторіччя (Джерела: основні —, допоміжні —)
За даними Всеукраїнського перепису населення 2001 року в Кременчуці на 234 тисячі осіб населення налічується понад 76 тисяч молодих людей у віці від 14 до 35 років.
Частка молоді становить 24,5 % від усього населення міста.
Розподіл населення за віком та статтю (2001):
| Стать | Всього  | До 15 років | 15-24  | 25-44  | 45-64  | 65-85  | Понад 85 |
| --- | ------- | ----------- | ------ | ------ | ------ | ------ | -------- |
| Чоловіки | 107 642 | 18 748      | 17 959 | 34 797 | 26 844 | 8983   | 311      |
| Жінки | 125 620 | 17 667      | 17 993 | 37 472 | 35 163 | 15 738 | 1587     |
| \| Статево-вікова піраміда \| Статево-вікова піраміда \| Статево-вікова піраміда \| \| ----------------------- \| ----------------------- \| ----------------------- \| \| Чоловіки \| Вік \| Жінки \| \| 311 \| 85 + \| 1587 \| \| 640 \| 80-84 \| 1844 \| \| 1654 \| 75-79 \| 4129 \| \| 2970 \| 70-74 \| 4912 \| \| 3719 \| 65-69 \| 4853 \| \| 7732 \| 60-64 \| 9909 \| \| 4794 \| 55-59 \| 6792 \| \| 7196 \| 50-54 \| 9459 \| \| 7122 \| 45-49 \| 9003 \| \| 8241 \| 40-44 \| 9587 \| \| 8615 \| 35-39 \| 9396 \| \| 8619 \| 30-34 \| 9062 \| \| 9322 \| 25-29 \| 9427 \| \| 8278 \| 20-24 \| 8667 \| \| 9681 \| 15-20 \| 9326 \| \| 8319 \| 10-14 \| 7766 \| \| 6082 \| 5-9 \| 5728 \| \| 4347 \| 0-4 \| 4173 \| |         |             |        |        |        |        |          |
| Статево-вікова піраміда |         |             |        |        |        |        |          |
| Чоловіки | Вік     | Жінки       |        |        |        |        |          |
| 311 | 85 +    | 1587        |        |        |        |        |          |
| 640 | 80-84   | 1844        |        |        |        |        |          |
| 1654 | 75-79   | 4129        |        |        |        |        |          |
| 2970 | 70-74   | 4912        |        |        |        |        |          |
| 3719 | 65-69   | 4853        |        |        |        |        |          |
| 7732 | 60-64   | 9909        |        |        |        |        |          |
| 4794 | 55-59   | 6792        |        |        |        |        |          |
| 7196 | 50-54   | 9459        |        |        |        |        |          |
| 7122 | 45-49   | 9003        |        |        |        |        |          |
| 8241 | 40-44   | 9587        |        |        |        |        |          |
| 8615 | 35-39   | 9396        |        |        |        |        |          |
| 8619 | 30-34   | 9062        |        |        |        |        |          |
| 9322 | 25-29   | 9427        |        |        |        |        |          |
| 8278 | 20-24   | 8667        |        |        |        |        |          |
| 9681 | 15-20   | 9326        |        |        |        |        |          |
| 8319 | 10-14   | 7766        |        |        |        |        |          |
| 6082 | 5-9     | 5728        |        |        |        |        |          |
| 4347 | 0-4     | 4173        |        |        |        |        |          |

## Національний та мовний склад

### Дані перепису 2001 року
| Народ    | Чисельність, осіб | Частка від усього населення, % |
| -------- | ----------------- | ------------------------------ |
| українці | 193 512           | 83,07 %                        |
| росіяни  | 34 461            | 14,79 %                        |
| білоруси | 1 358             | 0,58 %                         |
| євреї    | 909               | 0,39 %                         |
| вірмени  | 463               | 0,20 %                         |
| цигани   | 438               | 0,19 %                         |
| інші     | 1 819             | 0,78 %                         |
| Разом    | 232 960           | 100,0 %                        |

| Мова       | Чисельність, осіб | Частка від усього населення, % |
| ---------- | ----------------- | ------------------------------ |
| українська | 175 832           | 75,48 %                        |
| російська  | 55 778            | 23,94 %                        |
| циганська  |                   | 0,14 %                         |
| білоруська | 304               | 0,13 %                         |
| вірменська |                   | 0,10 %                         |
| інші       |                   | 0,21 %                         |
| Разом      | 232 960           | 100,0 %                        |

## Стан здоров'я
Показник очікуваної тривалості життя при народженні в Кременчуці починаючи з 2000 р. і дотепер становить 71 рік.
Див. також: Медицина у Кременчуці

### Смертність та народжуваність
За 2010 рік народилось 2233 і 3075 містян померло, за 2011 рік народилось 2269, що на 36 більше, та 2823 людини померли, що на 252 записи менше, ніж у 2010 році.
У 2008 р. коефіцієнт народжуваності дещо збільшився в порівнянні з попередніми роками і становить 9,9 ‰. Коефіцієнт смертності в 2008 році склав 14,2 ‰.
Головними причинам смерті є:

Динаміка коефіцієнта народжуваності та смертності у Кременчуці

- хвороби системи кровообігу (64,5 %)
- новоутворення (11,7 %)
- зовнішні причини захворюваності та смертності (6,9 %)
- хвороби органів дихання (4,4 %)
- хвороби органів травлення (3,3 %)
- інфекційні та паразитарні хвороби (1,9 %)

Природний приріст населення є від'ємним. Рівень дитячої смертності в місті має тенденцію до скорочення.

### Інвалідність
Всього в місті проживає 635 інвалідів, з яких
- І група інвалідності — 10,4 %
- ІІ — 37,9 %
- ІІІ — 48,0 %
- діти-інваліди — 3,7 %

Чисельність інвалідів в місті повільно зростає — у порівнянні з 1995 р. їхня кількість збільшилась на 37 %.

### Хвороби
У 2008 р. Майже половина захворювань населення міста припадає на хвороби органів дихання — 40,4 випадків на 100 осіб населення. Серед інших трапляються:
- хвороби системи кровообігу — 5 %
- хвороби ока та його придаткового апарату — 4,5 %
- хвороби сечостатевої системи — 4,4 %
- хвороби шкіри та підшкірної клітковини — 4,4 %
- хвороби кістково-м'язової системи та сполучної тканини — 4,2 %
- хвороби органів травлення — 3,4 %
- інфекційні та паразитарні хвороби — 2,3 %
- хвороби нервової системи — 2,2 %

## Освітній рівень
Освіченість населення Кременчука залежить від рівня економічного розвитку міста, кількості навчальних закладів та зайнятих в сфері економіки. По цим показником місто займає одне з провідних місць як в Полтавській області, так і в цілому по Україні.
Майже 90 % жителів міста у віці до 17 років мають повну середню освіту. Частка осіб з повною вищою освітою в області становить 137 осіб на 1000 населення.

## Економічне становище
У структурі доходів населення 40,5 % припадає на заробітну плату, 40,2 % — на соціальні допомоги та інші одержані поточні трансферти, 16,8 % — на прибуток і змішаний дохід, 2,5 % — на доходи, одержані від власності (одержані). На кінець 2008 р. розмір середньомісячної заробітної плати становив 2080 грн., а це 128,4 % в порівнянні з 2007 р.
На 1 січня 2009 року до реєстру осіб, які мають право на пільги включено 65 154 пільговика, проти 64 158 у 2007 році. На обліку в управліннях праці та соціального захисту населення Автозаводського та Крюківського районів міста перебуває 12 545 одержувачів різних видів допомог (за 2007 рік — 15 061 одержувач). Загальна кількість сімей-одержувачів субсидій на оплату житлово-комунальних послуг станом на 01.01.2009 становить — 7424 (за 2007 рік — 9429). Загальна сума призначених субсидій на оплату житлово-комунальних послуг станом на 01.01.2009 становить 8757,4 тис. грн., проти 9328 тис.грн. за 2007 рік.
На обліку в місті перебуває 3161 особа (на 1 січня 2009, у 2007 році — 3299 осіб), які постраждали внаслідок аварії на Чорнобильській АЕС.

## Історичні зміни

### XVIII століття
- До другої половини 18 століття населення було виключно українське.[5]

Нове піднесення починається у 1720-х рр. (почасти стимулюється відміною найодіозніших обтяжень для України по смерті Петра І). Населення як Кременчука так і Кременчуччини загалом швидко зростає (хоча чергова російсько-турецька війна 1735—1739 рр. позначилась новою депресією). Так, Генеральне слідство про маєтності Миргородського полку 1729—1730 рр. фіксує в Кременчуцькій сотні аж 358 дворів посполитих. З них 150 — в Кременчуці, 24 — в Кохнівці («деревня Кохнувцы»), 40 — Олексіївці, 124 — Богомолівці, 20 — Піщаному. Окрема відомість полку Миргородського «свободных городов, сел і деревень», знає в містечку Кременчук — 237 дворів (посполитих), а в 4 вищезгаданих поселеннях округи — 219 [299].)
Аби окреслити демографічні зрушення на Кременчуччині, можна мати на увазі хіба хиткий обрахунок 1685 р. (див. попередній розділ), за яким у Кременчуцькій сотні, аби утримати розподілених сюди 15 компанійців мало бути в ідеалі 375 дворів (25 та кожного компанійця). Тоді приріст населення за наступні півстоліття виглядатиме незначним, ніяк не порівняльним зі стрімким зростанням місцевої людності у 1740-х — 1760-х рр.

### XIX століття
За першу половину XIX ст. населення Кременчука значно зросло. Якщо на початку століття у місті проживало 9427 осіб, то в 50-х роках — 18 285 осіб: християн 10 839, євреїв 7446, співвідношення чоловіків і жінок: 1 до 11/14. Щорічний приріст населення становив 450 душ. Найбільше людей збиралося в Кременчуці при відкриті судоплавства на Дніпрі, коли до міста прибувало до 15 000 осіб. Напередодні реформи 1861р населення міста становило вже 19 259 осіб. За кількістю населення Кременчук посідав восьме місце в Україні.
Соціальний стан міста в 1840 р. в порівнянні з Полтавою: духовенство Кременчук — 55, Полтава — 87; дворяни і чиновники відповідно — 506 і 1192; почесні громадяни — 2 і 7; купці першої — третьої гільдії — 1066 і 283; міщани 11165 і 6230.

### XX століття
За підсумками радянського перепису населення 1926 p. у Кременчуці проживало 58717 мешканців, в тому числі 49,3 % євреїв, 40,6 % українців та 8,4 % росіян.
За переписом населення Кременчука, проведеним німцями 6 червня 1942 року, місто мало 31 818 душ, з них: 12 700 — чоловіків та 19 118 — жінок. За національністю: 29 337 — українців, 1818 — росіян, 100 — німців (непереселених до того часу німецьких колоністів, так званих «фольксдойчів») та 563 — інших.

### Незалежність
Графік зміни чисельності населення Кременчука за останні 25 років.

## Архівні документи
Архівні документи по місту Кременчуку зберігаються в основному в Державному архіві Полтавської області, але також вони наявні в Державному архіві Одеської області, Центральному державному історичному архіві та інших архівних установах України та зарубіжжя, а також у приватних колекціях. Документи складаються з: метричних книг, сповідних розписів, книг реєстрації актів цивільного стану та інших.
Див. докладніше.